# Хачмаз (село)

Огузский район

Хачма́з (азерб. Xaçmaz) — село в Огузском районе Республики Азербайджан. Хачмаз является самым крупным населённым пунктом Огузского района.
В селе Хачмаз родился Кёроглы Рагимов (1953-1992) — Национальный Герой Азербайджана.

## География
Расположено в 40 км к юго-востоку от города Огуз, на реке Калачай, у подножия горы Зугалидаг (952 м).

## История
В районе современного села Хачмаз располагалась одна из античных областей Кавказской Албании — Холмаз.
В XVIII—XIX веках Хачмаз являлся  магалом (областью) Шекинского ханства. Управлялся назначаемыми ханом наместниками — наибами.

## Население

### XIX век
Кавказский календарь за 1856 год сообщает данные об азербайджанском (в источнике «татарском») селе Хачмазъ. Язык жителей — азербайджанский (в источнике «татарский»), религия — мусульмане-сунниты.
По материалам посемейных списков на 1886 год, в селе Хачмасъ Хачмасского сельского общества насчитывалось 1005 дымов и 4755 жителей. Из них «татар»-суннитов (азербайджанцы-сунниты) 4754 человека, из которых мужчин было 2681 человек а женщин 2073.

### XX век
По данным «Кавказского календаря» на 1912 год в селе проживало 5995 человек, в основном азербайджанцев («татары» по тогдашней терминологии).
Село в то время входило в состав Нухинского уезда Елизаветпольской губернии.
Согласно данным Азербайджанской сельскохозяйственной переписи 1921 года в селе Хачмаз (с отсёлком Шахра) Хачмазского сельского общества Нухинского уезда насчитывалось 735 хозяйств, проживало жителей указанных как азербайджанские тюрки (азербайджанцы) — 3078 человек, из них 1673 мужчин и 1405 женщин.
По материалам издания «Административное деление АССР», опубликованным в 1933 году Управлением народно-хозяйственного учёта Азербайджанской ССР (АзНХУ), на 1 января 1933 года село Хачмаз являлось центром Хачмазского сельсовета Варташенского района Азербайджанской ССР. В селе проживало 3707 человек (701 хозяйство, 1976 мужчин, 1731 женщин). Население всего сельсовета (Хачмаз, Абдаллы, Казмалар) на 99,1 % состояло из тюрков (азербайджанцев).
По состоянию конца 1980-х годов в Хачмазе проживало 4877 человек. Население в основном было занято табаководством, разведением зерновых, шелководством, садоводством, животноводством. В селе имелись две средние (в 1890-1892 годах здесь преподавал азербайджанский просветитель Рашид-бек Эфендиев) и одна восьмилетняя школы, три библиотеки, два дома культуры, детский сад, детский дом, больница, две киноустановки.

### Известные уроженцы
Уроженцами Хачмаза являются: Рагимов, Кёроглы Исмаил оглы (1953-1992) — Национальный Герой Азербайджана, Салех Мустафа оглы Газиев — азербайджанский археолог, Нурида Атеши — поэтесса, журналист, исследователь а также военнослужащий азербайджанской армии, участник Второй Карабахской войны — Орхан Рашид оглы Рахимли.

## Достопримечательности
В северной части села Хачмаз, у вершины Галадаг размещается средневековая башня «Ковуркала».